# Diloba funesta
Diloba funesta är en fjärilsart som beskrevs av Edward Alfred Cockayne 1951. Diloba funesta ingår i släktet Diloba och familjen nattflyn. Inga underarter finns listade i Catalogue of Life.